# Sokolské pohádky
Sokolské pohádky jsou specifický literární žánr, reflektující ideologické a estetické postoje sokolské organizace, určené především pro členy Sokola, zejména pak pro sokolské děti a mládež. Zároveň jde o název pohádkového souboru od Karla Domorázka.

## Ideologická perspektiva Sokola
Sokol se od počátku svého založení značně vymezoval z rámce tradičního pojetí tělocvičného spolku. Zásadním způsobem utvářeli jeho podobu vůdčí zakladatelské osobnosti Sokola, Miroslav Tyrš a Jindřich Fügner, kteří do vznikajícího spolku vnesli myšlenkovou podstatu prostřednictvím teoretických koncepcí, na níž měl rodící se spolek stavět. Tuto primární ideologickou koncepci pak přebírali a dále rozpracovávali jejich pokračovatelé, kteří jí zároveň přizpůsobovali aktuálním společensko-politickým okolnostem.
Sokol tak ve své činnosti nepůsobil pouze jako tělocvičný spolek, ale také jako sociálně inženýrský projekt, jehož cílem bylo formovat společnost v intencích českého nacionalismu, interpretovaného jako důstojný protiklad k německému nacionalismu, který měl být vhodným prostředkem k národní rezistenci a k oživení národního vědomí. Jedním z ideálních způsobů veřejné proklamace sokolské nacionální povahy byla transformace sokolské ideologie do různých odvětví společenského dění, včetně literatury.

## Sokolská literatura pro děti
Kolektivisticky založená organizace, kterou Sokol byl, se snažila různými prostředky ritualizovat a ovlivňovat chování svých členů. Náčelník Sokola v Zubří, Karel Jaroslav Obrátil, nabádal ve svém „Sokolském katechismu“ z roku 1898 ostatní členy spolku, aby upozorňovali své děti již od útlého mládí na národní povinnosti: „…vychovávejme je v duchu ryze českém, učme je znáti české pověsti a dějiny.“
Od konce 19. století se kromě tělocvičné a sportovní literatury objevují v Sokole také literárně zpracovaná témata vzdělávací a také beletristické žánry. Pokyny České obce sokolské ze závěru 19. století doporučují sokolským jednotám zakládat spolkové knihovny, kde by měla být tato literatura veřejně přístupná. Vzhledem k regresivní orientaci Sokola se sokolská literatura zabývala především tématy z českých dějin a národní mytologie, v nichž glorifikovala osobnosti protirakouské a antiklerikální rezistence. Od počátku 20. století začala Česká obec sokolská soustřeďovat svoji pozornost na výchovu sokolského žactva a dorostu, pro něž vycházely zvláštní časopisy jako „Sokolské Besedy“ (1906), „Skřivánek“ (1919) nebo „Poupě“ a také samostatné sbírky poezie jako například „Rolnička“ od Rudolfa Těsnohlídka (1928) nebo „Sokolské verše, písně a proslovy“ od Otakara Pinskera (1928). Produkci sokolské literatury výrazně namohl také vznik vlastního nakladatelství, které od 20. let 20. století fungovalo při Československé obci sokolské. Mezi nejvýznamnější tvůrce sokolské literatury pro děti patří Karel Domorázek a Jan Pelikán, kteří pro svoji tvorbu využili zvláštní žánr – pohádku.

## Sokolské pohádky
V letech 1909 – 1911 vytvořil Karel Domorázek (1875–1943, pseudonymy Bratr Ruch nebo Ruch Domorázek) knihu nazvanou „Sokolské pohádky“. Jedná se o soubor sedmi autorských pohádek, vydaný „Sokolskými Besedami“ a doplněný o ilustrace Františka Horníka. V roce 1928 vydala Československá obec sokolská druhé vydání „Sokolských pohádek“ s kresbami od Karla Mináře.
Celé dílo je vytvořeno pod dojmem doznívajícího romantismu, doplněné navíc o výraznou symbolickou a mytologickou rovinu, odkazující k sokolské potažmo národní ideologii. Význam pohádek je převážně nacionální, protirakouský, vyzývající ke svornosti, lásce k rodné zemi a boji za svobodu. Nalezneme zde i pohádky obsahující sociální nebo filozofická témata.

## Recenze
V recenzi vydané v časopise Sokol při druhém vydání pohádkové sbírky v roce 1928 se mimo jiné uvádí: „Tyto pohádky nelze čísti pro zábavu, aniž je vyprávěti pro utěšení dítka, aby usnulo. Po nich sáhneme jen pro posilu duší svých i našich dětí.“
Obsah pohádkové sbírky:
- O černém orlu a bílém sokolu
- O nesvorných bratřích
- O síle a lásce
- O lásce k půdě rodné
- O silném člověku
- Vítěz
- O ryzím zlatě

### Ukázka z knihy
„Zůstaň pane hospodáři, zůstaň, s půdou jsi srostl, nedej vytrhávati svoje kořeny z ní! A tvoje děti, co bude z nich? Tu umřeš, na starý hřbitov uložíš se k rodičům svým, místo ti udělají v hrobě, u svých ležeti budeš. Přijdu tě navštívit a budu ti vyprávět o tvých dětech. Pane hospodáři, nechoď, budou plakat tvoje pole a tobě vykrvácí lapák na tvou svobodu… Poslechni, znám půdu tvou, každé písečné zrnko v ní, jest úrodná, bohatství leží stále v ní, jest plodná na sta let, poslechni…“

## Dvanáct pohádek z Tyršova domu
„Dvanáct pohádek z Tyršova domu“ (uváděné také jako „Pohádky z Tyršova domu“) je název souboru autorských pohádek od Jana Pelikána, který vydala Československá obec sokolská nejprve v roce 1928 a podruhé v roce 1946. Autorem ilustrací je Karel Stěhule. Jan Pelikán, jinak tajemník Československé obce sokolské v letech 1918 – 1941, zavražděný v koncentračním táboře Osvětim, reagoval svoji sbírkou pohádek na události spojené s přestavbou někdejšího Michnova paláce v Praze na Malé Straně, v letech 1921 – 1925, na sídlo Československé obce sokolské, nazývané Tyršův dům.
Zatímco starší Sokolské pohádky od Karla Domorázka jsou symbolickou výzvou k boji za národní samostatnost, je tato mladší sbírka laděna optimisticky v důsledku událostí po první světové válce.
Celé dílo je oslavou práce československého sokolstva za posledních 60 let své existence, která vyvrcholila národním osvobozením a stavbou důstojného sídla v podobě Tyršova domu.
Celá sbírka obsahuje celkem 12 pohádek, které autor sám sestavil a jejichž děj vztahuje k objektu Tyršova domu. Prvních pět pohádek je historických, jedná se respektive o typické městské pověsti, které na pozadí významných události českých dějin (husitských válek, bitvy na Bílé hoře atd.) zachycují minulost Tyršova domu. Zbylé pohádky jsou pak situovány do současnosti a líčí okolnosti a situace z přestavby paláce na Tyršův dům. Velkolepou pohádkovou básní v próze je pohádka O útoku živlů. Všechny pohádky jsou zakončeny mravoučnou slokou volného verše, vztahující se k obsahu pohádky.
Věrohodnosti pohádek dodávají zakomponování skutečných, žijících osob nebo poznatků, které přinesl výzkum, související s přestavbou Tyršova domu. V obsahu pohádek opět nalezeme symbolické odkazy a ideologické metafory, které mají paralelu k ideové podstatě Sokola.
V druhém rozšířeném vydání v roce 1946 byla sbírka doplněna ještě o třináctou pohádku od Antonie Pelikánové, která zachycuje likvidaci Sokola nacisty v době druhé světové války a smrt Jana Pelikána.

## Recenze
Na vydání pohádkového souboru reagoval V. F. Suk svojí recenzí v časopise „Sokol“, kde uvádí: „Vůbec studium obnovování a přetvořování starého sokolského paláce v nový sokolský dům a nynější chloubu Čsl. obce sokolské dalo autoru podnět k tomu, že vypátral zajímavé jeho události historické a z nich vytvořil své pověsti, ale ve své fantasii vysnil také několik originálních pohádek, v nichž vlastně zábavně povídá čtenáři o původu Tyršova domu, o nesnadné rekonstrukci, o průběhu prací a otevření r. 1925.“

### Odkaz na knihu
S odkazem na knihu Jana Pelikána se můžeme setkat také v retrospektivní publikaci od Marie Provazníkové „To byl Sokol“, vydané v roce 1961 v exilu. Někdejší náčelnice Československé obce sokolské zde vzpomíná: „A jakoby nebylo dost událostí skutečných, lidová fantazie si k nim vymyslela ještě další v pohádkách. Některé z nich nám zachoval Jan Pelíkán v knížce Pohádky z Tyršova domu – O bezhlavém jezdci, O bílé paní. Tu bílou paní jsem sama viděla. Nahoře v druhém patře je dlouhá chodba, která spojuje administrativní budovu s budovou tělocvičnou. Po jedné straně jsou kanceláře, po druhé jsou okna. Večer po úředních hodinách se tam nesvítí, a když jsem někdy šla ze schůze podívat se ještě do škol, viděla jsem bílou paní na konci chodby. Stála ve výklenku, vysoká, štíhlá, bílá. Jenže, když jsem přišla až k ní, zbylo jen trochu světla, které sem padalo oknem z protějších obytných domů v Karmelitské ulici. Bylo také světlo, které rozsvěcovalo pravidelně v 11 hodin a zhasínalo ve 12. Dlouho tomu nikdo nechtěl věřit, chodili se tam dívat. A opravdu, v 11 se rozsvítilo a ve 12 zhaslo. Pak se přišlo na to, že na tu lucernu, která svítila, dopadalo světlo z okna starého mládence, který bydlel naproti ve Všehrdově ulici a který se vracíval ze své hospůdky v 11 a pak ve 12 chodil spát. A tak i ty pohádky se nám ztrácely. Zůstávaly jen ty kamenné zdi, ale ty však svědčí, že to musely být krásné domy, které tam kdysi stávaly.“

## Obsah pohádkové sbírky
- První pohádka – vstupní: Jak přišla pohádka do Tyršova domu?
- Druhá pohádka: O pejskovi, který plakal skoro 200 let
- Třetí pohádka: O mnichovi bez hlavy
- Čtvrtá pohádka: O věrném koníčku
- Pátá pohádka: O Pavlu Michnovi z Vacínova
- Šestá pohádka: O bílé paní
- Sedmá pohádka: O tajemné rytířské síni
- Osmá pohádka: O útoku živlů v Tyršově domě
- Devátá pohádka: O železných desetnících
- Desátá pohádka: O velikém tanci v Tyršově domě
- Jedenáctá pohádka: O známých i neznámých strašidlech z Tyršova domu
- Dvanáctá pohádka: Pohádka, která není pohádkou, ale byla skutečností, krásnou jako pohádka
- Třináctá pohádka: Místo ní tvrdá skutečnost

### Ukázka z knihy
„Zmizela rytířská síň, zmizela navždy. Pokud však bude žít starý, šedivý dělník, neuvěří, že se mýlil, neuvěří, že byl oklamán šedivým přítmím, ale zůstane až do smrti přesvědčen, že hluboko pod slavnostním nádvořím Tyršova domu je ukryta veliká, tajemná rytířská síň, ověšená vysoko u stropu starými zbraněmi, síň, která je nepřístupná nohám smrtelných lidí. Kdo do ní vstoupí, vstupuje na práh smrti. 
“Často se nám stává v žití, 

že sen se zdá být skutečnem, 

však nikdy nelze způsobiti, 

by skutečnost jen byla snem.“

## Další sokolské pohádky
Karel Domorázek ani Jan Pelikán nebyli jedinými autory, kteří využili žánru pohádky k reflexi a prezentaci sokolské organizace a její ideologie. V roce 1923 vyšla také sbírka pohádek od Karla Kordíka, doplněná obrázky Františka Kožíška, nazvaná „Vzpomínky staré žíněnky“. Autor nechává v pěti krátkých pohádkách oživnout tradiční tělocvičná nářadí (kozu, koně, bradla, hrazdu, kruhy a další), která vypravují své příběhy. Ačkoliv byl soubor těchto pohádek běžnou knihou v sokolských knihovnách, nikdy nebyl oficiální publikací Československé obce sokolské a autor ji vydal na vlastní náklady.